# Melike İpek Yalova
Melike İpek Yalova (Istanbul, 29 aprile 1984) è un'attrice turca, nota per aver interpretato il ruolo di Müjgan Hekimoğlu nella serie Terra amara (Bir Zamanlar Çukurova).

## Biografia
Nata nel 1984 a Istanbul (Turchia) dalla madre Ayşen e dal padre Yüksel Yalova, ex ministro dello stato, Melike İpek dopo aver completato l'istruzione primaria e secondaria, ha deciso di iscriversi presso la facoltà di relazioni internazionali dell'Università di Bilkent, dove al termine degli studi ha conseguito la laurea. Successivamente ha deciso di proseguire gli studi in Italia, iscrivendosi presso la facoltà di politica internazionale e gestione delle crisi dell'Università degli Studi di Roma "La Sapienza", dove al termine degli studi ha conseguito la laurea e un master.
Nel 2011 ha iniziato la sua carriera di recitazione dopo essere stata notata dalla produttrice Nermin Eroglu, mentre stava pranzando con un suo amico a Istanbul, e dopo di esso è stata scritturata per interpretare il ruolo della principessa Isabella Fortuna nella serie televisiva storica in onda su Show TV Il secolo magnifico (Muhteşem Yüzyıl). Dal 2012 al 2015 ha riscosso popolarità dopo aver interpretato il ruolo di Ayten Alev nella serie in onda su ATV Karadayı, insieme agli attori Kenan İmirzalıoğlu e Bergüzar Korel. Per quest'ultima serie, nel 2013, ha vinto il premio Ayaklı Gazete TV Yıldızları Award come Miglior attrice non protagonista, mentre nel 2014 ha vinto lo stesso premio come Miglior attrice non protagonista in una serie storica.
Nel 2015 ha fatto il suo esordio sul grande schermo nel film d'azione Can Feda diretto da Çağatay Tosun. L'anno successivo, nel 2016, ha ricoperto il ruolo di Suzi nella serie in onda su Kanal D Hayat Şarkısı. Nel 2017 ha interpretato il ruolo di Leyla nell'episodio Çember: Acı İntikam della serie in onda su Star TV Çember. L'anno successivo, nel 2018, ha ricoperto il ruolo di Cevher Akışık nella serie in onda su Kanal D İnsanlık Suçu. Nello stesso anno ha recitato nello spettacolo teatrale Şarkılar Seni Söyler.
Dal 2019 al 2021 è stata scelta per interpretare il ruolo di Müjgan Hekimoğlu nella serie in onda su ATV Terra amara (Bir Zamanlar Çukurova), insieme agli attori Hilal Altınbilek, Uğur Güneş, Murat Ünalmış, Vahide Perçin, Esra Dermancıoğlu e Furkan Palalı. Nel 2021 e nel 2022 è stata scritturata per interpretare il ruolo di Büge Uyar Yesari nella serie in onda su Fox Mahkum, insieme agli attori İsmail Hacıoğlu, Onur Tuna, Hayal Köseoğlu, Seray Kaya e Gökçe Eyüboğlu. Per quest'ultima serie, nel 2022, ha vinto il Golden Lens Award come Miglior attrice in una serie d'azione, insieme a İsmail Hacıoğlu, Onur Tuna e Hayal Köseoğlu. Nel 2024 ha ottenuto il ruolo di Derin nella serie di tabii Marnalı.

## Vita privata
Dal 2019 al 2021 è stata sposata con il regista, sceneggiatore e produttore cinematografico Altuğ Gültan.

## Filmografia

### Cinema
- Can Feda, regia di Çağatay Tosun (2015)

### Televisione
- Il secolo magnifico (Muhteşem Yüzyıl) – serie TV, 13 episodi (Show TV, 2011)
- Karadayı – serie TV, 115 episodi (ATV, 2012-2015)
- Hayat Şarkısı – serie TV, 10 episodi (Kanal D, 2016)
- Çember  – serie TV, 1 episodio (Star TV, 2017)
- İnsanlık Suçu – serie TV, 8 episodi (Kanal D, 2018)
- Terra amara (Bir Zamanlar Çukurova) – serie TV, 86 episodi (ATV, 2019-2021)
- Mahkum – serie TV, 26 episodi (Fox, 2021-2022)
- Marnalı – serie TV, 10 episodi (tabii, 2024)

## Teatro
- Şarkılar Seni Söyler, presso il teatro Müjdat Gezen (2018)

## Doppiatrici italiane
Nelle versioni in italiano dei suoi film e delle sue serie TV, Melike İpek Yalova è stata doppiata da:
- Giulia Santilli[58] in Terra amara[59]

## Riconoscimenti
- Ayaklı Gazete TV Yıldızları Award
  - 2013: Vincitrice come Miglior attrice non protagonista per la serie Karadayı[22]
  - 2014: Vincitrice come Miglior attrice non protagonista in una serie storica per Karadayı[23]
- Golden Lens Award
  - 2022: Vincitrice come Miglior attrice in una serie d'azione per Mahkum, insieme a İsmail Hacıoğlu, Onur Tuna e Hayal Köseoğlu[52]